# Ștefești
Ștefești es una comuna ubicada en el distrito de Prahova, Rumania.

## Superficie
Posee una superficie de 44,57 kilómetros cuadrados.

## Demografía
Hasta 2021 la población era de 1929 habitantes, con una densidad de población de 43,28 habitantes por kilómetro cuadrado.